# Олів'є Марле
Олів'є Марле (фр. Olivier Marleix; 6 лютого 1971, Булонь-Біянкур — 7 липня 2025, Ане) — французький політик, який представляв 2-й округ департаменту Ер і Луар у Національних зборах у 2012—2025 роках. Перебуваючи в Республіканській партії, очолював групу республіканців у Національній асамблеї у 2022—2024 роках.

## Політична кар'єра

### Кар'єра в місцевій політиці
У 2008—2017 роках обіймав посаду мера Ане. У 2008—2014 роки також обіймав посаду в Генеральній раді департаменту Ер і Луар від кантону Ане. У 2008—2011 роках обіймав одну з посад віцепрезидента генеральної ради під головуванням Альберіка де Монгольф'є. 2012 року обраний депутатом Національних зборів Франції від 2-го округу департаменту Ер і Луар і переобирався у 2017, 2022 та 2024 роках.

### Член Національних зборів
У парламенті був членом Комітету з правових питань. У 2017—2018 роках головував на парламентському розслідуванні щодо парламентського контролю іноземних поглинань французьких фірм, які він дозволив. Окрім роботи в комітетах, був членом Французько-марокканської парламентської групи дружби.
2018 року призначений до тіньового уряду лідера республіканців Лорана Вок'є.
Після обрання Крістіана Жакоба лідером партії, у листопаді 2019 року Марле оголосив про свою кандидатуру на посаду голови парламентської групи партії в Національних зборах. Він програв Дамієну Абаду з Ену.

### Голова парламентської групи Республіканської партії
Після парламентських виборів 2022 року Марле висунув свою кандидатуру на посаду голови парламенту. Свого суперника Жульєна Діва з Ени переміг з результатом 40 голосів проти 20. 22 червня 2022 року Вірджині Дюбі-Мюллер стала виконувачкою обов'язків голови парламенту.

## Політичні позиції
У 2009—2011 роках працював технічним радником адміністрації президента Ніколя Саркозі. На президентських праймеріз республіканців 2016 року підтримав президента Ніколя Саркозі як кандидата від партії у президенти Франції. На виборах лідера Республіканської партії 2017 року підтримав Лорана Вок'є. Напередодні президентських виборів 2022 року публічно заявив про свою підтримку Мішеля Барньє як кандидата від республіканців. Напередодні з'їзду партії 2022 року підтримав Еріка Чотті на посаді голови, а через два роки попросив його піти у відставку, прагнучи союзу з Республіканською партією.

## Особисте життя
Походить з сімʼї політиків. Його батько, Ален Марле, обіймав посаду державного секретаря та був депутатом Канталя. Його мама, Евелін Марле, у 2001—2008 роках обіймала посаду мера Моломпіза.
Марле — батько двох дочок.

## Смерть
Знайдений мертвим у своєму будинку в Ане, департамент Ер і Луар, 7 липня 2025 року. «Paris Match» повідомив, що поліція провела перевірку після того, як він пропустив зустріч з мером Ане, Алієтт Ле Біан. За офіційною версією причиною смерті стало самогубство через повішення. Політики різних партій висловили співчуття, наголосивши на його прихильності до ідеалів голлізму та захисту національного суверенітету.